# Jos D'Haese
Pour les articles homonymes, voir D'Haese.
 (octobre 2024).
La mise en forme du texte ne suit pas les recommandations de Wikipédia : il faut le « wikifier ».
Les points d'amélioration suivants sont les cas les plus fréquents. Le détail des points à revoir est peut-être précisé sur la page de discussion.
- Les titres sont pré-formatés par le logiciel. Ils ne sont ni en capitales, ni en gras.
- Le texte ne doit pas être écrit en capitales (les noms de famille non plus), ni en gras, ni en italique, ni en « petit »…
- Le gras n'est utilisé que pour surligner le titre de l'article dans l'introduction, une seule fois.
- L'italique est rarement utilisé : mots en langue étrangère, titres d'œuvres, noms de bateaux, etc.
- Les citations ne sont pas en italique mais en corps de texte normal. Elles sont entourées par des guillemets français : « et ».
- Les listes à puces sont à éviter, des paragraphes rédigés étant largement préférés. Les tableaux sont à réserver à la présentation de données structurées (résultats, etc.).
- Les appels de note de bas de page (petits chiffres en exposant, introduits par l'outil «  Source ») sont à placer entre la fin de phrase et le point final[comme ça].
- Les liens internes (vers d'autres articles de Wikipédia) sont à choisir avec parcimonie. Créez des liens vers des articles approfondissant le sujet. Les termes génériques sans rapport avec le sujet sont à éviter, ainsi que les répétitions de liens vers un même terme.
- Les liens externes sont à placer uniquement dans une section « Liens externes », à la fin de l'article. Ces liens sont à choisir avec parcimonie suivant les règles définies. Si un lien sert de source à l'article, son insertion dans le texte est à faire par les notes de bas de page.
- La présentation des références doit suivre les conventions bibliographiques. Il est recommandé d'utiliser les modèles {{Ouvrage}}, {{Chapitre}}, {{Article}}, {{Lien web}} et/ou {{Bibliographie}}. Le mode d'édition visuel peut mettre en forme automatiquement les références.
- Insérer une infobox (cadre d'informations à droite) n'est pas obligatoire pour parachever la mise en page.

Pour une aide détaillée, merci de consulter Aide:Wikification.
Si vous pensez que ces points ont été résolus, vous pouvez retirer ce bandeau et améliorer la mise en forme d'un autre article.
Jos D'Haese, né le 24 août 1992  à Saint-Nicolas, est un homme politique belge flamand. Membre du Parti du travail de Belgique (PTB/PVDA). 

Il est élu sénateur et député au Parlement flamand lors des élections régionales belges de 2019. Il est également Président du groupe PTB au Parlement flamand.

## Biographie

### Enfance et formation
Sa mère, Mie Branders, est médecin et est engagée à Médecine pour le Peuple, qui propose la médecine gratuite à travers des maisons médicales en Belgique. Elle est membre du conseil de district à Hoboken où elle représente le PVDA. Son père, Lebuïn D'Haese, est sculpteur.
En 2013, D'Haese obtient un baccalauréat en biologie de l'Université d'Anvers et son master en 2018. Il était un représentant étudiant à l'Université d'Anvers et président anversois de COMAC.

### Parcours politique
Il s'engage au cours de ses études au Comac, mouvement étudiant lié au Parti du travail de Belgique.
Il est candidat à Anvers lors des élections communales de 2012 et élections régionales de 2014. Lors de ces élections, il est tête de la liste, le plus jeune de tous les temps en Belgique. Néanmoins, le parti n'atteint pas le seuil électoral et n'obtient aucun élu.
Lors des élections communales de 2018, il est élu au conseil à Borgerhout en tant que tête de liste.
Lors des élections régionales de 2019, il est à nouveau tête de liste dans la province d'Anvers. Il est élu au Parlement flamand avec Lise Vandecasteele, deuxième sur la liste. À la suite de cette élection, il est désigné Président du groupe PTB au Parlement flamand et élu sénateur.

### Activités parlementaires
Jos D'Haese a été qualifié de « nouveau talent » qui « donnerait vie à la brasserie » au parlement, et a fait une « entrée remarquée » par la presse,. Jos D'Haese est connu pour ses attaques virulentes contre le gouvernement Jambon. Sur l'application TikTok, il y publie principalement des extraits d'interventions parlementaires, et il est l'homme politique flamand le plus suivi en 2021.
Il est membre des commissions des Affaires étrangères, des finances, de la mobilité, du travail et de l'environnement au Parlement flamand. Il dépose des propositions ou écrit des questions relatives à la question du transport, de l'environnement et des affaires sociales.
Au Sénat, il est membre des commissions des Affaires institutionnelles et des Matières transversales. Il a notamment déposé deux propositions de résolutions pour soutenir le peuple palestinien et réclamer le haut débit et la gratuité de la fibre optique en Belgique.
Il se présente contre Bart De Wever aux élections communales d'Anvers en 2024. Il axe son programme sur le logement, les transports et les services publics, tout en proposant une alliance à Vooruit et Groen. Vooruit rejette sa proposition d'alliance, le jugeant trop à gauche, et souhaite reconduire son alliance avec la N-VA,.